# Перова Ірина Геннадіївна
Перова Ірина Геннадіївна (15 червня 1982, Харків) — українська вчена, спеціаліст в галузі медичної та біологічної інформатики і кібернетики. Доктор технічних наук (2019), професор (2021).

## Біографія
Народилася 15 червня 1982 у м. Харків.
У 1999 році вступила до Харківського національного університету радіоелектроніки (ХНУРЕ), який закінчила у 2004 році з відзнакою за спеціальністю «Фізична та біомедична електроніка», отримавши диплом магістра.
У 2004—2007 роках навчалася в аспірантурі цього ж закладу за спеціальністю «Медичні прилади і системи». 
А з 1 жовтня 2007 року працювала на кафедрі біомедичних електронних пристроїв та систем (БМЕ) Харківського національного університету радіоелектроніки (ХНУРЕ), яка з 2014 року носить назву кафедра біомедичної інженерії (БМІ). Де обіймала посади асистента, старшого викладача, доцента. 
У 2008 році захистила кандидатську дисертацію на тему «Діагностика примежових станів організму людини методами обчислювального інтелекту»
У 2015 році їй було присвоєно вчене звання старшого наукового співробітника за спеціальністю 05.11.17 — біологічні та медичні прилади і системи. 
У 2016 році отримала вчене звання доцента кафедри біомедичної інженерії. 
У 2017 році стала лауреатом Премії Верховної Ради України як найталановитіший молодий вчений у галузі фундаментальних і прикладних досліджень та науково-технічних розробок за 2016 рік.
У 2019 році захистила докторську дисертацію на тему «Інформаційна технологія аналізу медичних даних на основі гібридних нейро-фаззі систем» та здобула науковий ступінь доктора технічних наук за спеціальністю 05.13.09 — медична та біологічна інформатика і кібернетика. 
Захист відбувся 13 листопада 2019 року на засіданні спеціалізованої вченої ради Д 26.171.03 Міжнародний науково-навчальний центр інформаційних технологій та систем НАН України та МОН України 
(м. Київ), а з 1 грудня 2019 року — професор.
У 2020 році стала стипендіатом Кабінету Міністрів України для молодих вчених.
У 2021 році їй було присвоєно вчене звання професора кафедри біомедичної інженерії.
У 2021 році стала лауреатом Премії Президента України для молодих вчених.

## Наукові інтереси
Інтелектуальний аналіз медичних даних, системи обчислювального інтелекту, нейро- та нео-фаззі системи для медичної діагностики, а також онлайн-системи для управління, ідентифікації, класифікації, кластеризації та діагностування.

## Звання і нагороди
- Призер конкурсу «Найкращий молодий науковець Харківщини».(2008 р.)
- Премія Верховної Ради України найталановитішим молодим ученим в галузі фундаментальних і прикладних досліджень та науково-технічних розробок ( 2016 р.)
- Лауреат премії Президента України для молодих вчений (2021 р.)
- Стипендіат Кабінету міністрів України для молодих вчених (2020—2022р.р.)

## Основні праці
1. Medical Online Neuro-Fuzzy Diagnostics System with Active Learning // International J. of Advances in Computer and Electronics Engineering. 2017. Vol. 2, Issue 7.
2. Інформаційна технологія аналізу потоків медичних даних за умов невизначеності // Прикладна радіоелектроніка. 2019. Т. 18, № 1, 2.
3. Метод визначення інтенсивності впливу електромагнітного випромінювання та позитивних низьких температур на репродуктивну функцію // Актуальні проблеми профілактичної медицини: Зб. наук. пр. Л., 2019. Вип. 2.
4. The Approach for the Definition of Hemodynamic State in Pregnant Women with Extragenital Malformations // Advances in Intelligent Systems and Computing. 2021. Vol. 1246.
5. Neue Wege in der Früherkennung des Burnout-Risikos bei Notärzten und Feldscherern in einem ukrainischen Rettungsdienst Böckelmann // Zentralblatt fur Arbeitsmedizin, Arbeitsschutz und Ergonomie. 2023. Bd. 73 (усі — співавт.).